# Église Saint-Étienne-et-de-l'Assomption de Bédarrides
L'église Saint-Étienne-et-de-l'Assomption de Bédarrides est une église bâtie au XVIIe siècle. 

## Historique
Construite entre 1676 et 1684 sur les plans de Louis-François Royers de la Valfenière, elle remplace une église primaire en très mauvais état. Elle est agrandie en 1756 par des chapelles latérales. L'église reste contiguë à une ancienne chapelle, funéraire, datant de 1630, construite sur des plans de François de Royers de La Valfenière, pour la famille des Fortia de Monreal. 
Cette église restera dans l'histoire de Vaucluse, comme étant le lieu où fut signé le rattachement du Comtat Venaissin à la France, le 18 août 1791, pour devenir le département de Vaucluse.
L'église fait l’objet d’un classement au titre des monuments historiques depuis le 25 avril 1997.